# Galerie d'art de Lviv
La galerie nationale d'art de Lviv (en ukrainien : Льві́вська націона́льна галере́я мисте́цтв імені Б. Г. Возницького) est le plus grand musée des beaux-arts en Ukraine. Le musée est installé dans seize branches situées à Lviv et au sein de l’oblast de Lviv. Ses collections regroupent 62 000 œuvres.

## Histoire
La décision de créer la galerie d'art de Lviv provenait de la municipalité en 1897 et, en 1902, la galerie avait déjà assez de peintures des peintres de Lviv. Au début de 1907, la ville avait acheté une collection de peintres euro-occidentaux, célèbres à l’époque d’Ivan Yakovitch, dont la collection représentait environ deux mille objets. Le 14 février 1907, la collection a été apportée à la galerie d'art de Lviv et, à partir de ce moment, le musée a commencé à fonctionner.
En 1914, pour la galerie, un magasin a été acheté sur la rue Stefanika. Pendant les années 1920-1930, de nombreuses photos de peintres de Pologne ont été achetées pour des fonds de musée. Pendant la Seconde Guerre mondiale, de nombreux articles ont disparu.

## Présentation
- 1897 : le magistrat municipal décide d'ouvrir une galerie d'art,
- 1902 : les premières peintures sont achetées, celles de Jan Styka, Jan Matejko, Wilhelm Leopolski, Feliks Wygrzywalski, Jacek Malczewski et Edward Okun,
- 1907 : la collection de Jan Jakwicz est achetée. Elle comprend quatre cents peintures de Raphaël, Rembrandt, Rubens, Van Dyke, Velasquez, Ribeiry, Watteau et d'autres,
- 14 février 1907 : la galerie s'ouvre officiellement. Son premier conservateur est le peintre polonais Marceli Harasimowicz, qui a servi jusqu'en 1931.
- 1919 : Bolesław Orzechowicz donne sa collection à la ville. Elle comprend des peintures de Matejko, Juliusz Kossak et Artur Grottger. À cette époque, la galerie est divisée en trois départements : l'art polonais, l'art de l'Europe occidentale, et le panorama Racławice,
- 1938 : Leon Piniński et Konstanty Brunicki donnent leur collection à la galerie,
- 1940 : les autorités professionnelles soviétiques nationalisent la galerie. La galerie est administrée par l'Académie ukrainienne des arts. Plusieurs œuvres polonaises sont détruites, d'autres ne sont jamais retournées en Pologne et restent à Lviv.

## Description
La galerie nationale d’art Borys Voznytsky de Lviv comprend seize branches situées à Lviv et au sein de l’oblast de Lviv.

### Le palais Łoziński

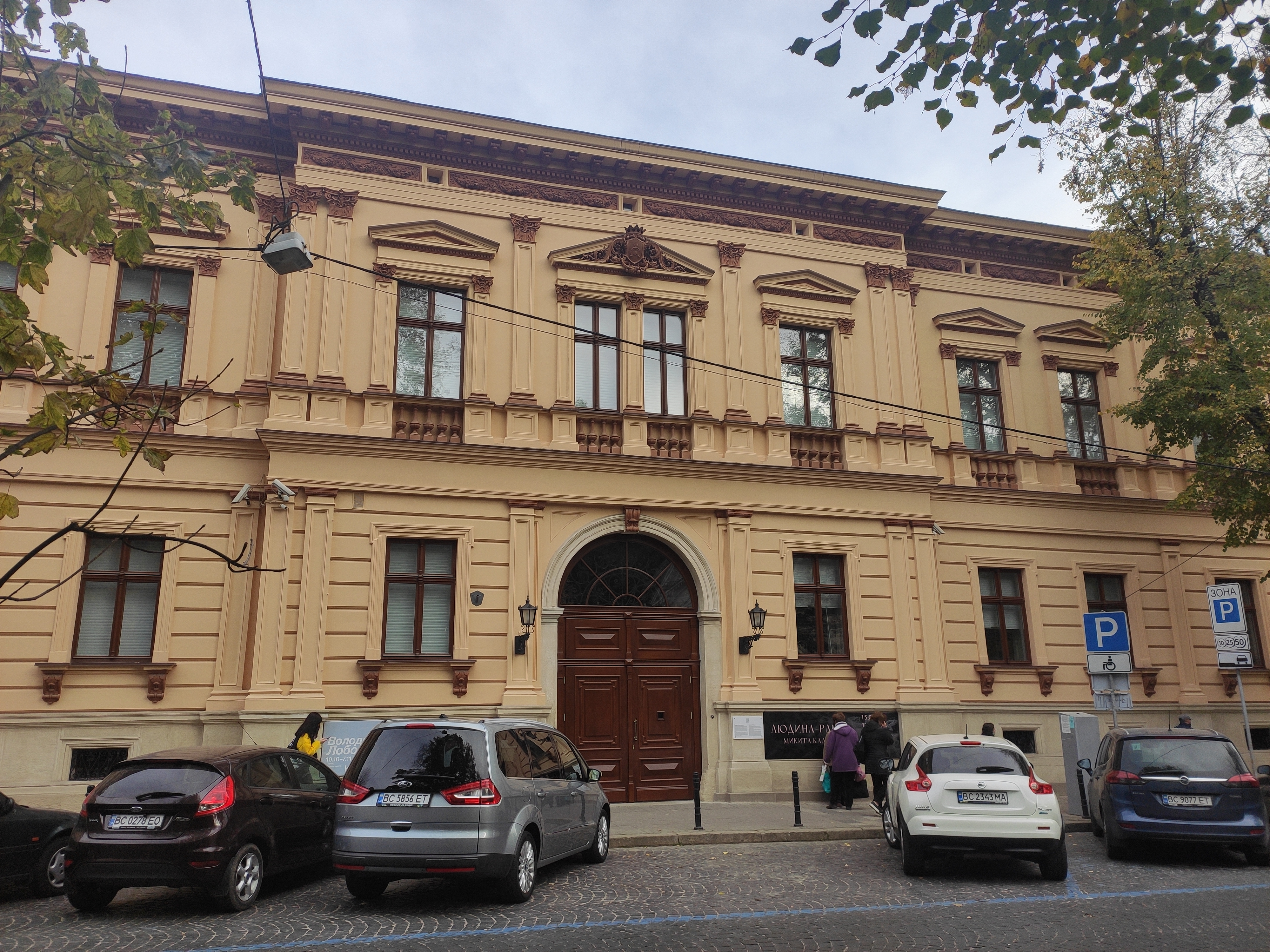
Bâtiment classé.

Le palais Łoziński (en ukrainien Палац Лозинського) est situé à Lviv. Ce palais abrite les salles consacrées à l’art des XIXe et XXe siècles de la galerie nationale d’art de Lviv.

### Le palais Potocki
Le palais Potocki (en ukrainien Палац Потоцьких) est situé à Lviv. Le palais Potocki a été érigé par l’architecte français  Louis Dauvergne pour Alfred Józef Potocki (1817–1889). Après avoir rejoint la galerie nationale d’art de Lviv en 2002, le palais est ouvert en 2007. Il abrite depuis lors les collections d’art ancien - du XIVe siècle au XVIIIe siècle - de la galerie nationale d’art de Lviv.

### Le musée Johann Georg Pinsel

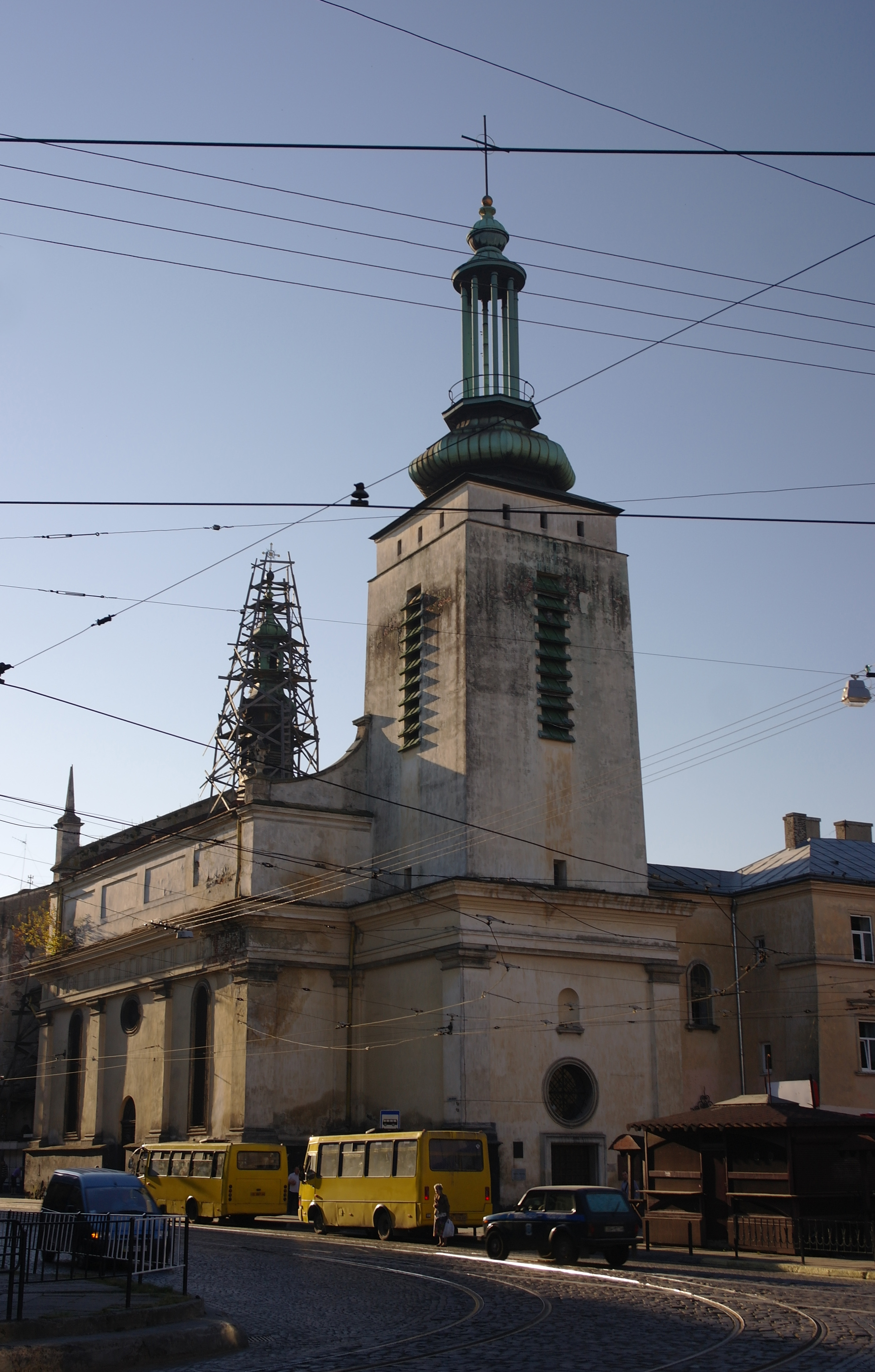
Dans l'église des beranrdins classée.

Le musée Johann Georg Pinsel (en ukrainien Музей «Івана Георгія Пінзеля») est situé à Lviv. Installé depuis 1996 au sein de l’ancien couvent des Clarisses, ce musée est consacré à l’œuvre d’un sculpteur du XVIIIe siècle, Johann Georg Pinsel. Ce dernier œuvra principalement en Galicie, à Lviv et Boutchatch.

### Le musée Teodozia-Bryj
Le musée Teodozia-Bryj (ukrainien : Музей Теодозії Бриж) est situé à Lviv. Ce musée est installé dans l’atelier de la sculptrice Teodozia Bryj (1929-1999), qui y travailla à partir de 1956.

### La chapelle Boïm
La chapelle Boïm (en ukrainien Каплиця Боїмів) est située à Lviv. La chapelle Boïm a été édifiée au début du XVIIe siècle pour un marchand installé à Lviv, György Boym ou Boïm (uk), qui y a été enterré avec sa famille. En 1969, la chapelle a rejoint le giron de la galerie nationale d’art de Lviv. 

### L'église Saint-Jean-Baptiste
L’église Saint-Jean-Baptiste (uk) (en ukrainien Храм Івана Хрестителя) est située à Lviv. Cette église a probablement été construite une première fois au XIIIe siècle, avant d’être reconstruite à plusieurs reprises. Elle abrite des peintures murales datées entre les XIIIe siècle et XVIe siècle.

### Le musée «Sirène du Dniepr»
Le musée « Sirène du Dniepr » (en ukrainien Музей-заповідник «Русалка Дністрова» ) est situé à Lviv en hommage au livre éponyme de la Triade ruthène.

### Le musée des livres anciens ukrainiens
Le musée des livres anciens ukrainiens (en ukrainien «Музей староукраїнської книги») est situé à Lviv. Ce musée est consacré aux livres conçus sur le territoire de l’actuelle Ukraine entre les XVe siècle et XVIIIe siècle. 

### Le château d'Olesko
Le château d'Olesko (en ukrainien Музей-заповідник «Олеський замок») est situé à Olesko. Édifié entre le XIIIe siècle et le XVIIIe siècle, ce château a vu naître le roi Jean III Sobieski. Il abrite une collection d’art, comprenant notamment des icônes.

### Le château de Pidhirtsi
Le château de Pidhirtsi (en ukrainien : Музей-заповідник «Підгорецький замок») est situé à Pidhirtsi. Le château de Pidhirtsi  était la résidence du général polonais Stanisław Koniecpolski (1594-1646), édifiée  par Guillaume Levasseur de Beauplan et Andrea dell’Aqua entre 1635 et 1640. Après avoir été nationalisé en 1940, le château devient un sanatorium avant de brûler en 1956. En 1997, il rejoint la galerie nationale d’art de Lviv.

### Le château de Zolotchiv
Le  château de Zolotchiv (en ukrainien Музей-заповідник «Золочівський замок») est situé à Zolotchiv. Ce château, construit dans la première moitié du XVIIe siècle, était la propriété de la famille Sobieski.

### La tour de P’yatnytchany
La tour de P’yatnytchany (en ukrainien Музей-заповідник «П'ятничанська вежа») est située à P’yatnytchany. Installé dans d’anciennes fortifications, ce musée est ouvert depuis 1995. 

### Le musée Ivan Vyhovsky
Le musée Ivan Vyhovsky (en ukrainien Музей гетьмана України Івана Виговського) est situé à Rouda. Ouvert en 2004, ce musée porte le nom d’Ivan Vyhovsky, hetman des cosaques d'Ukraine entre 1657 et 1659. Son exposition permanente est principalement consacrée aux différentes acteurs de l’indépendantisme ukrainien, des Cosaques jusqu’à l’armée insurrectionnelle ukrainienne. 

### Le musée Markian Chachkevytch
Le musée Markian Chachkevytch (en ukrainien Музей-заповідник Маркіяна Шашкевича) est situé à Pidlyssia. Ce musée rassemble des documents et des objets permettant d’aborder la personnalité de Markian Chachkevytch (1811-1843), prêtre gréco-catholique, écrivain et poète. 

### Le musée Mikhaïlo Dzyndra
Le musée Mikhaïlo Dzyndra (uk) (en ukrainien Музей модерної скульптури Михайла Дзиндри) est situé à Brioukhovytchi. Ce musée est dédié au sculpteur Mikhaïlo Dzyndra (1921-2006). Construit sous son impulsion à partir de 2001, il est inauguré en 2005. 

### Le musée du Pays de Jydatchiv
Le musée du Pays de Jydatchiv (en ukrainien Музей Жидачівської землі) est situé à Jydatchiv. En 2009, ce musée a rejoint le giron de la galerie nationale d’art Borys Voznytsky de Lviv.

### Le Château de Jovkva
Le château renaissance (en ukrainien : Жовківський замок), en rénovation abrite des collections.

## Œuvres
Les œuvres suivantes font partie des collections : 
- Gerrit van Honthorst, Femme à la guitare, Musicien à la Viole de gambe
- Jan Matejko, Portrait des enfants de l'artiste.
- Bernardo Strozzi, La guérison du paralytique par saint Pierre.
- Marco Basaiti, L'astronome.
- Paul Merwart, Le Déluge.
- Marcello Bacciarelli, Le roi Stanislav Auguste.
- Peter Paul Rubens, Portrait d'un homme.
- Sofonisba Anguissola, Portrait d'une jeune patricienne.
- Jacek Malczewski, Pythie.
- Georges de La Tour, L'Argent versé.

Il s'y ajoute des œuvres d'artistes russes : Ilia Répine, Isaac Levitan, Ivan Aïvazovski (Arménien), Vassili Verechtchaguine (ou Vassili Petrovitch Verechtchaguine), Constantin Korovine, Ivan Chichkine (Après la tempête, 1891 et A la lisière d'une forêt de pins, 1882), Nikolaï Gay (Portrait de l'historien M. Kostomarov, 1878), Mikhaïl Vroubel, Volhva, la tsarine de la mer 1899-1900.
Enfin, les collections comprennent ces œuvres de peintres polonais : 
- Szymon Czechowicz, Adoration des Mages ;
- Witold Pruszkowski, Bacchante ;
- Stanisław Chlebowski, Le Sultan Bajazet prisonnier de Tamerlan ;
- Henryk Siemiradzki, Le Christ et la Samaritaine ;
- Franciszek Żmurko, Nubien ;
- Wojciech Gerson, Ladislas le Bref près d'Ojców ;
- Julian Fałat, Neige ;
- Józef Chełmoński, Nuit de pleine lune ;
- Jacek Malczewski, Eloe ;
- Zygmunt Waliszewski (en), Paysage à Meaux ;
- Jan Stanisławski (en), Santa Maria della Salute ;
- Jan Bogumił Plersch (pl), Feu d'artifice en l'honneur de Catherine II ;
- Szymon Boguszowicz (de), Bataille de Klouchino.

## Galerie

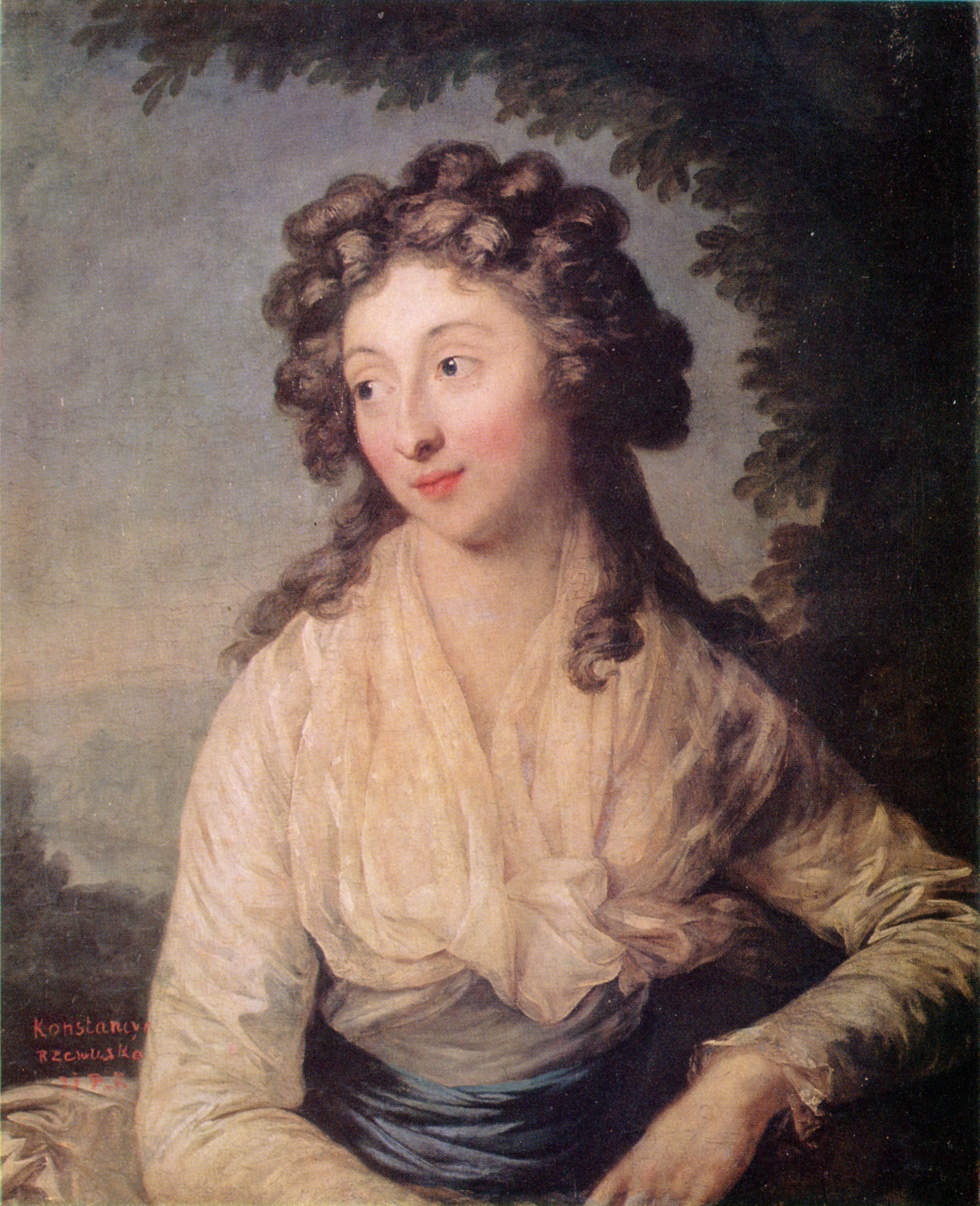
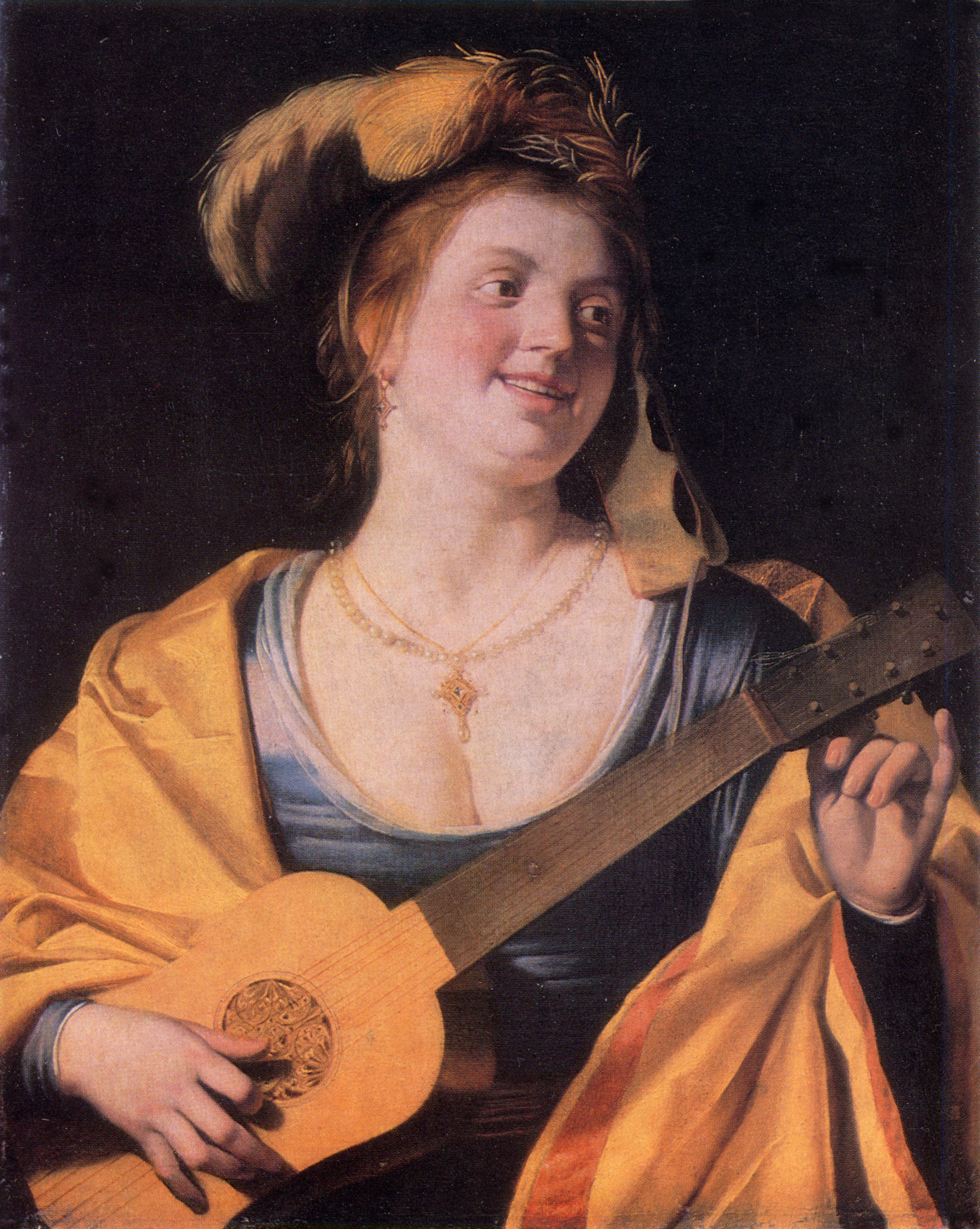
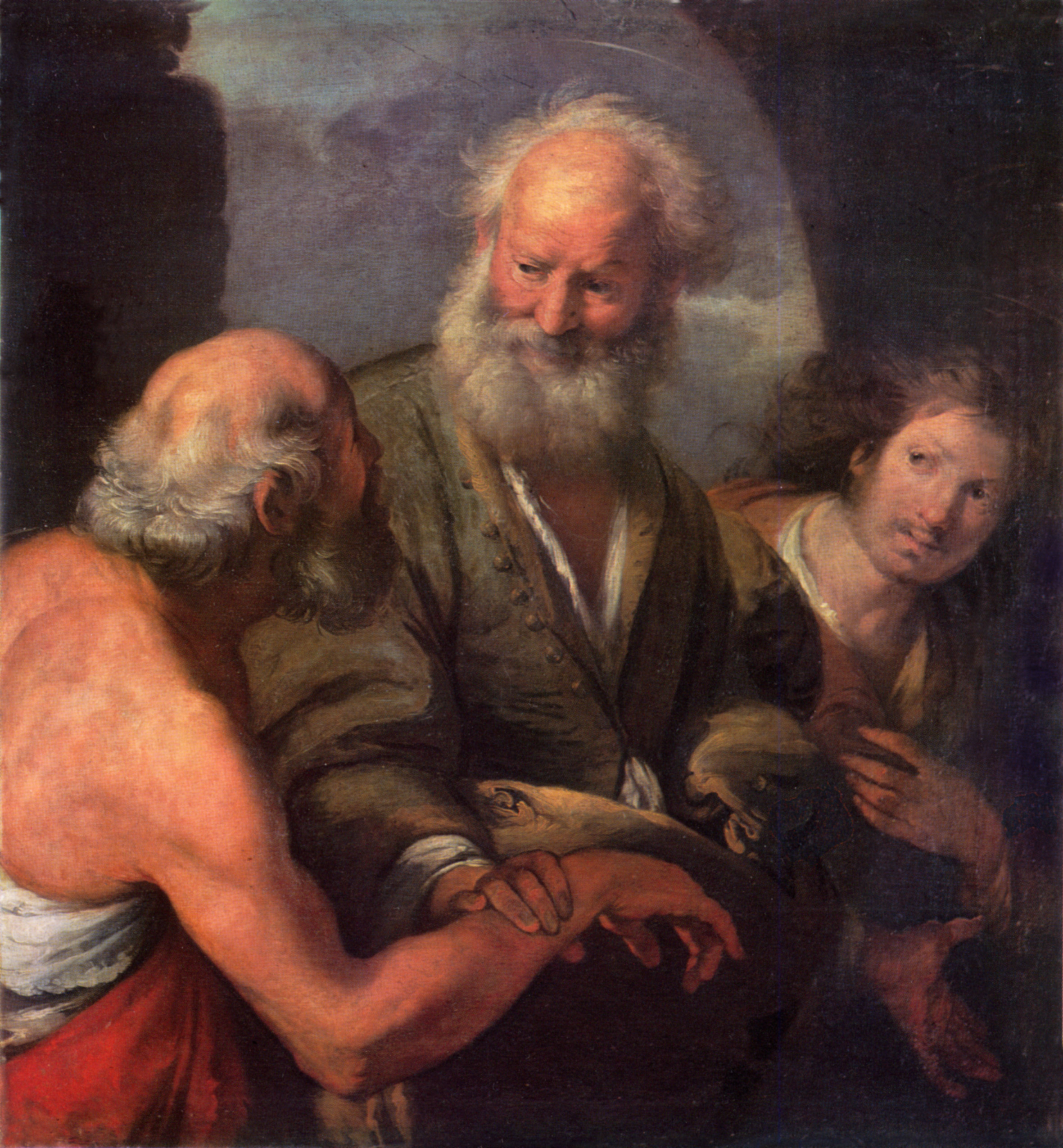
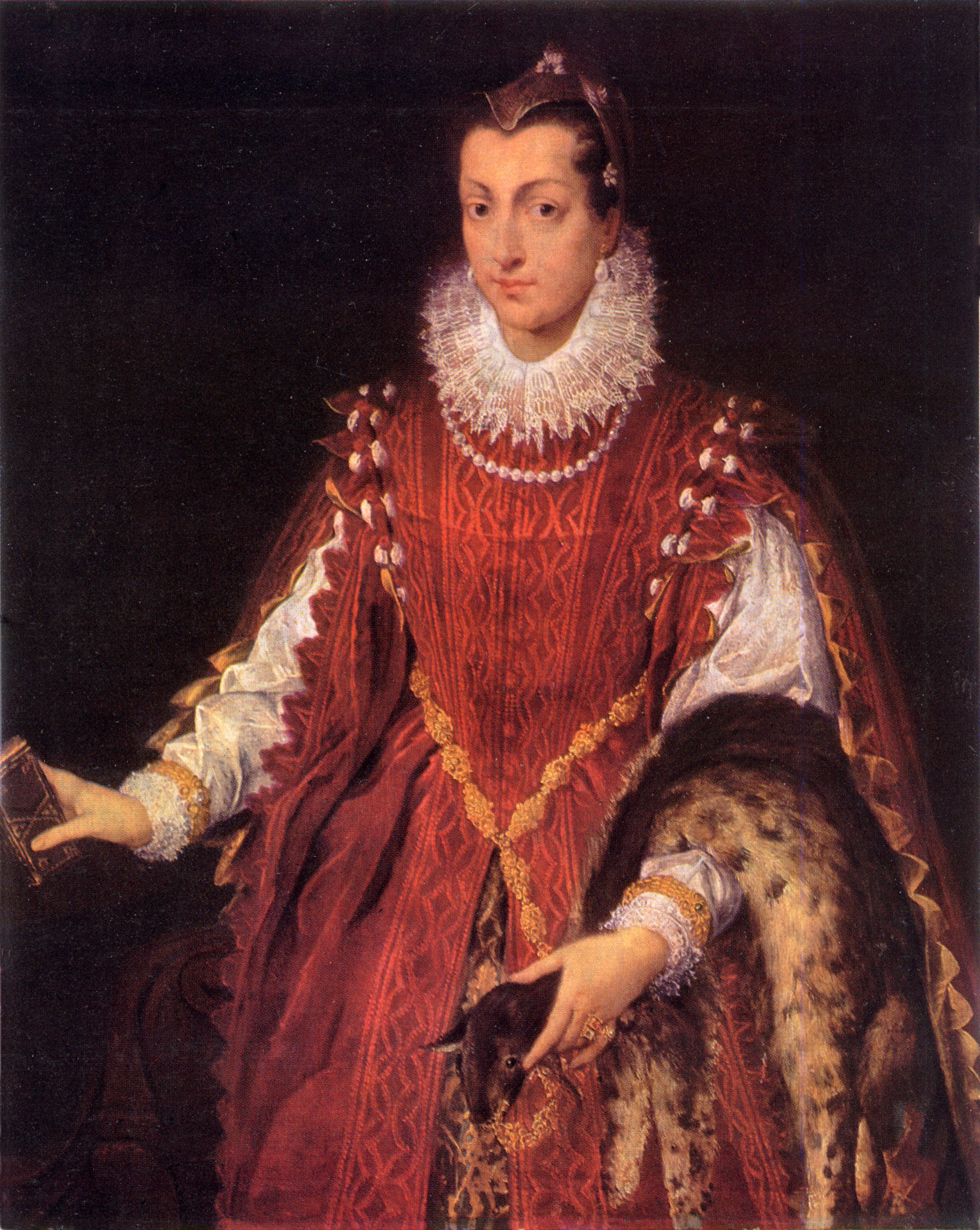
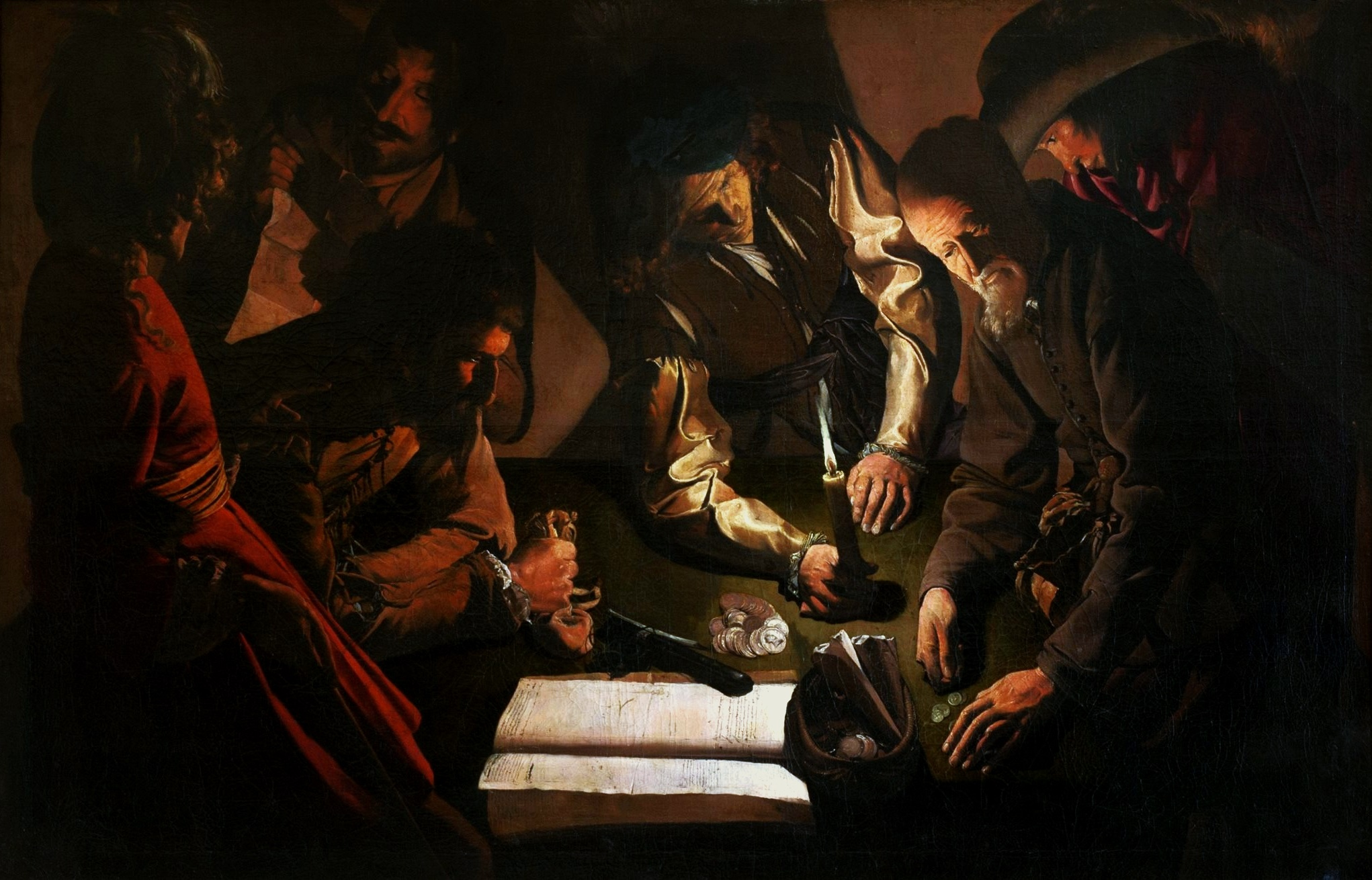
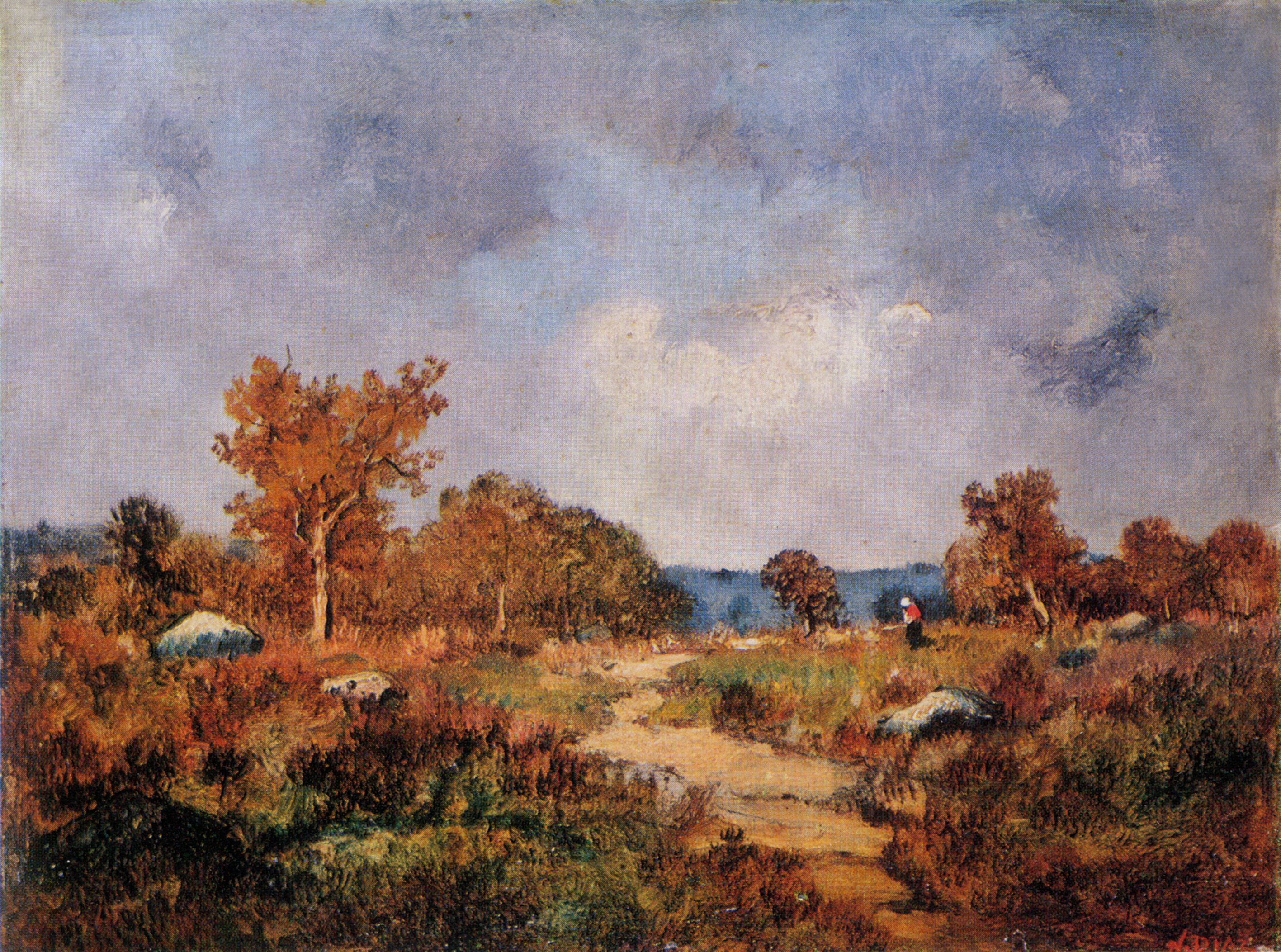
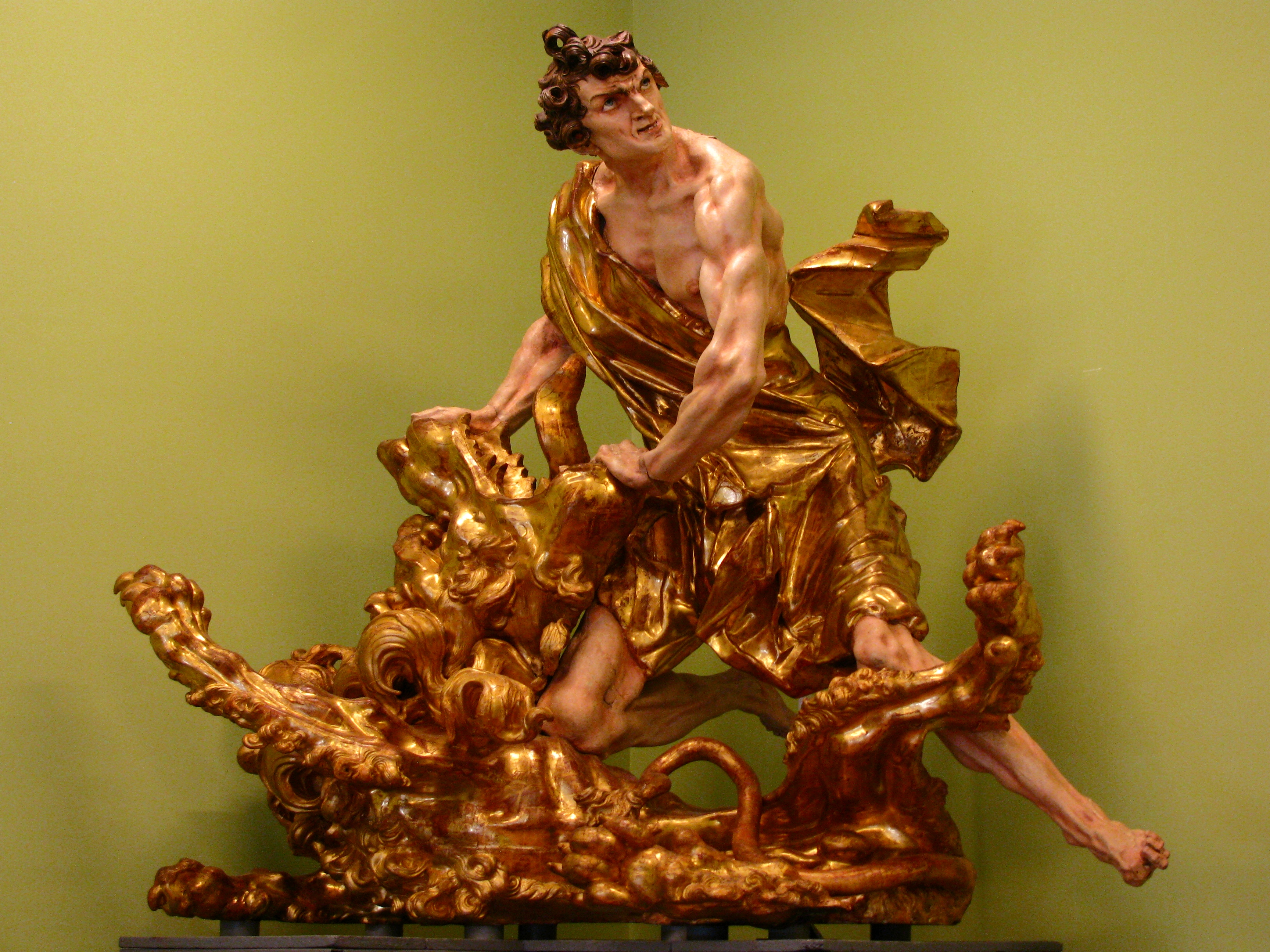
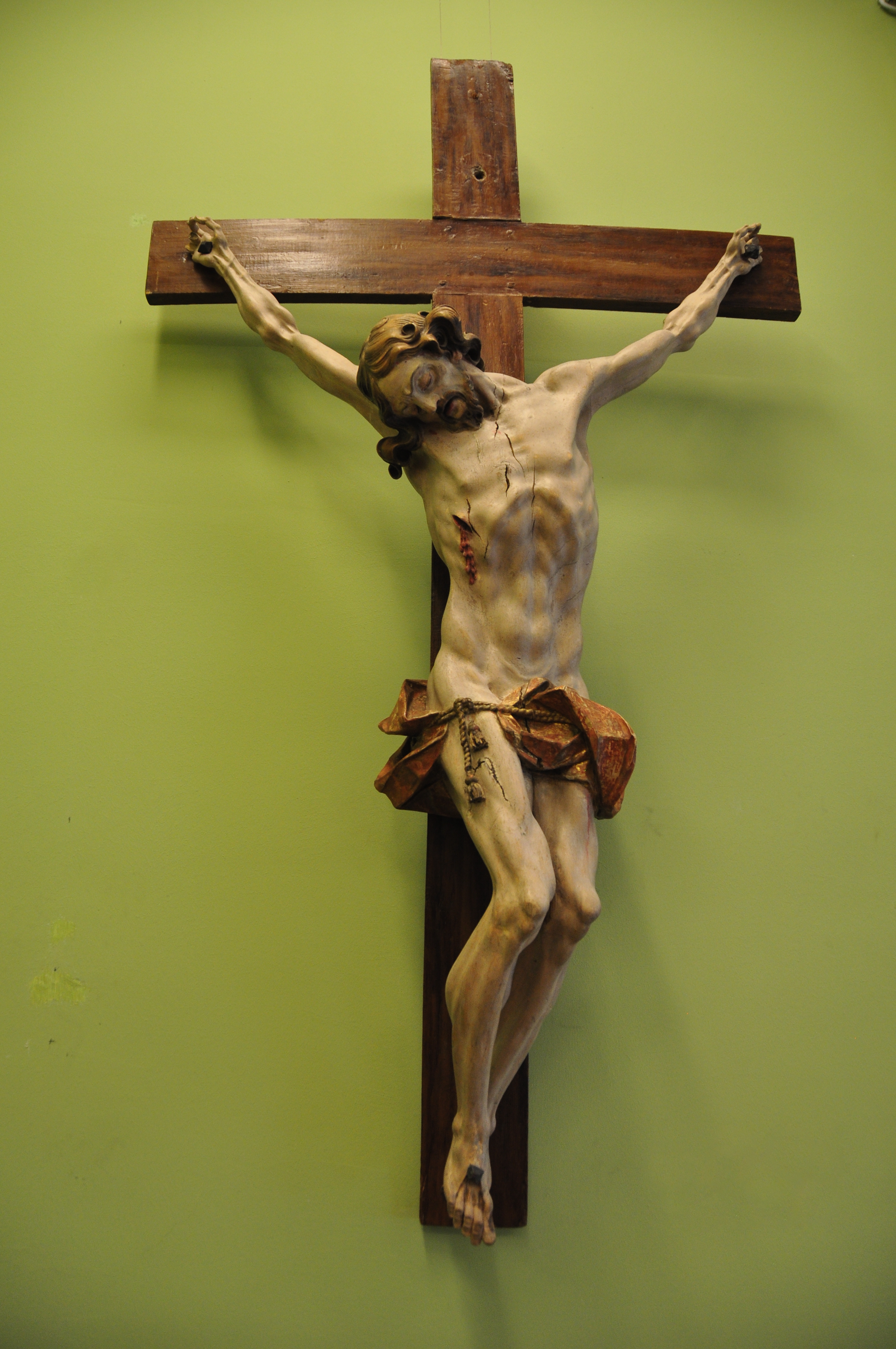

La sculpture dorée ci-dessus est de Johann Georg Pinsel, Samson, 1750. Bois de tilleul, polychromie, dorure. Le musée possède notamment ses huit sculptures en bois polychromé et doré qui ornaient autrefois le chœur de l’église d’Hodovytsia (en) (comprenant un Christ en croix, deux anges, la Vierge, saint Jean, Abraham et Isaac, et Samson tuant le lion).

## Publications
- Galerie nationale d'art de Lviv dans l'encyclopédie de l'Ukraine[3]
- Galerie nationale d'art de Lviv, Découvrir l'Ukraine[24]
- À propos du Musée, Sotheby's[25]